# لوئیس امار
لوئیس اُمار (کاتالونیایی: Lluís Homar؛ زادهٔ ۲۰ آوریل ۱۹۵۷) بازیگر اهل اسپانیا است. وی از سال ۱۹۷۴ میلادی تاکنون مشغول فعالیت بوده است. او در سال ۲۰۱۱ برندهٔ جایزه گائودی بهترین بازیگر نقش مکمل مرد و جایزهأ گویای بهترین بازیگر نقش مکمل مرد شد. در سال ۲۰۱۶ نیز در جشنواره بین‌المللی فیلم خیخون «جایزهٔ ناچو مارتینز» را از آنِ خود کرد.
از فیلم‌هایی که وی در آن نقش داشته است، می‌توان به بزدل‌ها، موفقیت‌های پیاپی ، انگیزه‌های شخصی، آنای آشفته، آغوش‌های گسسته، ملکه‌ها، جنگل دورافتاده و روتوایلر اشاره کرد.